# Monument voor 'Tante Riek'

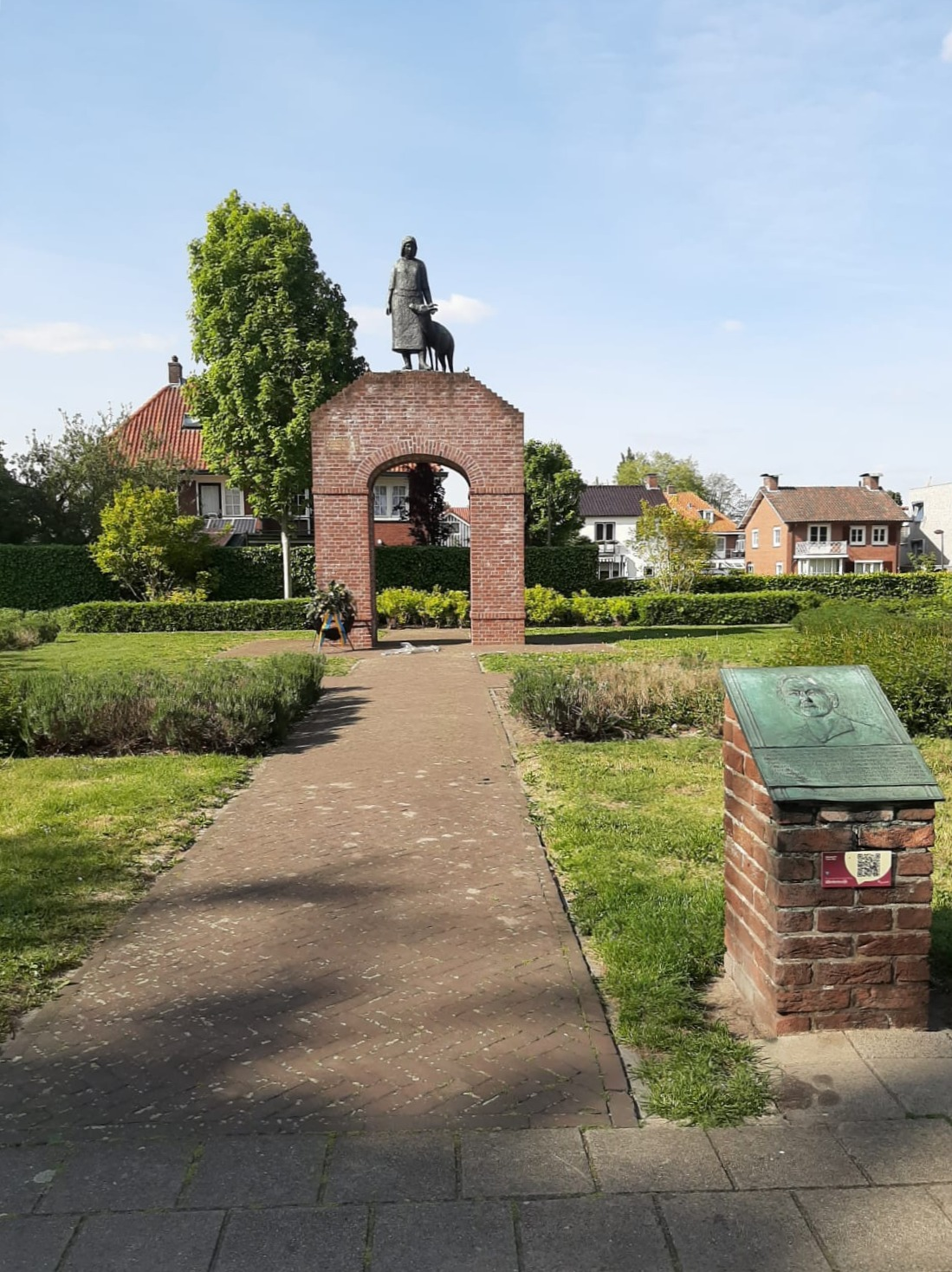
Het monument voor Tante Riek te Winterswijk (2019)

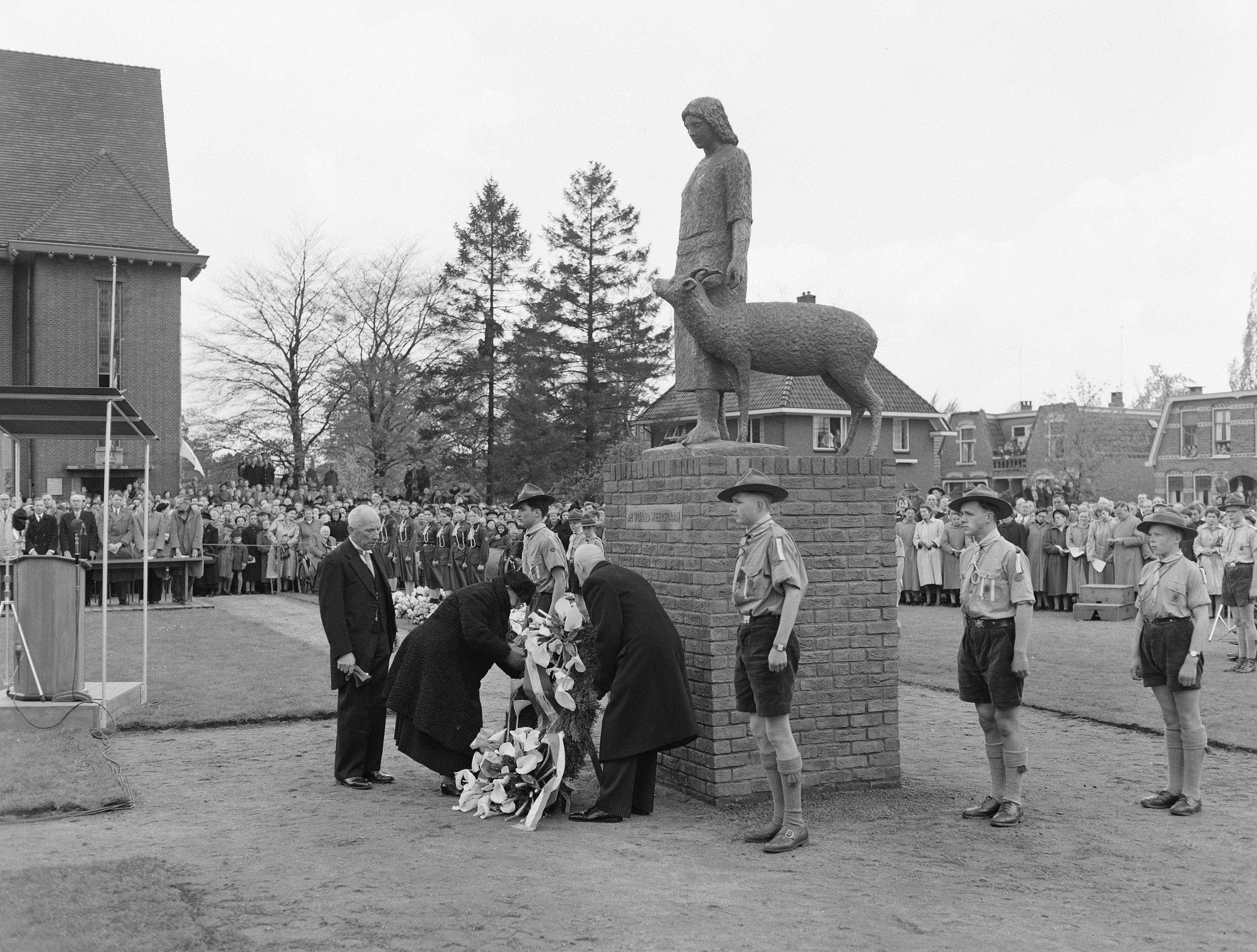
Onthulling van het monument door Wilhelmina (1955)

Het monument voor 'Tante Riek' is een monument voor alle Nederlandse vrouwen in het verzet, in het bijzonder voor Helena Kuipers-Rietberg, schuilnaam Tante Riek. Het monument werd op 4 mei 1955 onthuld door prinses Wilhelmina in Winterswijk. Op 4 mei 1961 werd het monument opnieuw onthuld, omdat het op een hoger voetstuk was geplaatst.

## Geschiedenis
Helena Kuipers-Rietberg en haar man Piet Kuipers boden vanaf 1941 hulp aan joodse onderduikers, gevluchte krijgsgevangenen en bemanningsleden van neergestorte vliegtuigen en ze hielpen bij het verspreiden van het illegale blad Trouw en bonkaarten. In 1942 was Helena een van de medeoprichters van de Landelijke Organisatie voor Hulp aan Onderduikers (LO) van waaruit het verzet nationaal werd gecoördineerd. In augustus 1944 werden ze beiden opgepakt. Piet werd hierna vrijgelaten en Helena werd overgebracht naar kamp Vught en in september 1944 naar concentratiekamp Ravensbrück. Daar overleed ze op 27 december 1944.

## Oprichting
In 1952 nam het Comité Monument Mevrouw Kuipers-Rietberg het initiatief om een gedenkteken op te richten voor Helena Kuipers-Rietberg. Het monument is echter niet alleen ter nagedachtenis aan Tante Riek, maar aan alle vrouwen die actief waren in het verzet tijdens de Tweede Wereldoorlog. Er werd landelijk gecollecteerd om het benodigde geld bij elkaar te halen. Ook prinses Wilhelmina deed een gift voor het monument. Op 4 mei 1955 werd het monument door haar onthuld.

## Bijzonderheden
In 1961 werd het beeld op een hoge poort gezet en op 4 mei 1961 opnieuw onthuld. Elk jaar op 4 mei wordt er voor 8 uur een krans gelegd door de gemeente Winterswijk bij het monument.

## Vormgeving
Het monument bestaat uit een staande vrouw met een jong, opgejaagd hert. De vrouw symboliseert de vrouw in het verzet die de vervolgden, weergegeven in het jonge hert, beschermt. Het monument is in 1953 ontworpen door de Amsterdamse beeldhouwer Gerrit Bolhuis. Het beeld stond in eerste instantie op een lage bakstenen sokkel. In 1961 werd het beeld op een hogere bakstenen poort geplaatst. Aan de zijkant van de poort staat een tekst:
DE VIJAND WEERSTAAN
Ook zit er een plaquette op de bakstenen poort met een gedicht van F.C. Zwaal, een Winterswijkse predikant, deze luidt: 
’T GELOOF HEEFT HAAR GEDRAGEN,
DE LIEFDE GAF HAAR KRACHT,
DE HOOP DEED NIET VERSAGEN,
TOT REDDING WAS GEBRACHT

## Plaquette
Voor de poort staat een plaquette voor Tante Riek. Hierop is het portret van haar te zien, uitgevoerd in brons. Deze plaquette is ontworpen door J.J. Both. De tekst erop is van A.L.H. Vrede en luidt:
HIER STAAT U VOOR HET MONUMENT DAT OPGERICHT
WERD TER NAGEDACHTENIS AAN MEVROUW H.T. KUIPERS-RIETBERG
(TANTE RIEK) EN TER ERE VAN DE NEDERLANDSE VROUWEN IN HET VERZET
TANTE RIEK NAM HET INITIATIEF TOT OPRICHTING VAN DE LANDELIJKE
ORGANISATIE VOOR HULP AAN ONDERDUIKERS (DE L.O.) DIE IN DE
OORLOGSJAREN 1940-1945 ONGEVEER 300.000 ONDERDUIKERS VERZORGDE
EN DAARDOOR ZEER BIJDROEG TOT DE BEVRIJDING VAN ONS VADERLAND
ZIJ WERD GEBOREN 26 MEI 1893 TE WINTERSWIJK EN STIERF OP
27 DECEMBER 1944 IN HET CONCENTRATIEKAMP TE RAVENSBRÜCK
H.K.H. PRINSES WILHELMINA DER NEDERLANDEN
ONTHULDE DIT MONUMENT OP 4 MEI 1955
Het monument staat naast het raadhuis in Winterswijk aan het Mevr. Kuipers-Rietbergplein.